# アディスアベバ大学
アディスアベバ大学（アムハラ語: አዲስ አበባ ዩኒቨርሲቲ、英語: Addis Ababa University、略称: AAU）は、エチオピアの首都、アディスアベバにある大学。1950年に当時のエチオピア皇帝ハイレ・セラシエ1世によって設立。帝政時代には、皇帝の名にちなんでハイレ・セラシエ1世大学（ハイレ・セラシエ大学）と呼ばれていた。
全7キャンパスの内、6つはアディスアベバ市内にある（他の1つは 45km離れた、Debre Zeit にある）。その他にエチオピア各地に支部を持つ。　政府は高等教育を終えた有資格の学生をこれらの学部に振り分ける。学生は Unity College の様な私立大学にも通う。ハーバード大学とは姉妹校である。
1979年に修士課程、1987年に博士課程が始まった。

## 出身者

### エチオピア人
- アビィ・アハメド - 首相
- メレス・ゼナウィ - 首相、暫定大統領、アフリカ統一機構議長
- ハイレマリアム・デサレン - 首相、アフリカ連合議長

### エリトリア人
- イサイアス・アフェウェルキ - 大統領
- エスティファノス・アフォワキ・ハイレ - 駐日大使、駐日アフリカ外交団長